# Saurauia parviflora
Saurauia parviflora är en tvåhjärtbladig växtart som beskrevs av José Jéronimo Triana och Planch. Saurauia parviflora ingår i släktet Saurauia och familjen Actinidiaceae. Inga underarter finns listade i Catalogue of Life.